# Церква Покрови Пресвятої Богородиці (Нова Таволжанка)
Церква Покрови Пресвятої Богородиці — православний храм та пам'ятка архітектури регіонального значення у селі Нова Таволжанка Шебекинського району Бєлгородської області, Російська Федерація.
Храм у селі побудований у 1827 році на кошти поміщиці Катерини Муханової. У радянські роки церкву зруйнували, пізніше Богослужіння проходили у стародавньому приміщенні, збудованому сімейством Боткіних. Нову церкву збудовано у 2010-х роках на кошти сім'ї Лалаян.

## Цікаві факти
У червні 2023 року під час боїв у Бєлгородській області бійці РДК запросили губернатора Бєлгородської області В'ячеслава Гладкова до сільської церкви для переговорів та передачі військовополонених.